# زعيم الديمقراطيين 66

الديمقراطيون 66

زعيم الديمقراطيين 66 هو أعلى سياسي ضمن حزب الديموقراطيين 66 (بالهولندية: Democraten 66) في هولندا. تحمل المنصب حاليًا سيغريد كاغ بعد إنتخابها في 4 سبتمبر 2020، وهي تخدم كوزيرة التجارة الخارجية والتعاون الإنمائي منذ 2017، وأول امرأة تصبح زعيمة الحزب.

## التاريخ
يعتبر زعماء الأحزاب رموزها والممثلين الأساسييين عنها. عليهم الحفاظ على إجماع سياسي داخل الحزب. عادًة ما يكون الزعيم على رأس اللائحة الإنتخابة، وقائد الكتلة النيابية في مجلس النواب. في عدّة مرات، تولى زعماء الحزب وزارات مختلفة في الحكومات الهولنديّة.

## قائمة زعماء الأحزاب
| الزعيم                                | الزعيم             | الزعيم                           | فترة زعامته                                        | العمر خلال زعامته |                 |                           |                                                    |       |                        |                                   |                                                   |       |
| ------------------------------------- | ------------------ | -------------------------------- | -------------------------------------------------- | ----------------- | --------------- | ------------------------- | -------------------------------------------------- | ----- | ---------------------- | --------------------------------- | ------------------------------------------------- | ----- |
|                                       | Hans van Mierlo    | هانس فان ميرلو(1931–2010)        | 14 سبتمبر 1966 – 1 سبتمبر 1973 (6 سنوات و352 أيام) | 35–42             |                 |                           |                                                    |       |                        |                                   |                                                   |       |
|                                       | Hans van Mierlo    | هانس فان ميرلو(1931–2010)        | 14 سبتمبر 1966 – 1 سبتمبر 1973 (6 سنوات و352 أيام) | 35–42             | Jan Terlouw     | جان تيرلو (مواليد 1931)   | 1 سبتمبر 1973 – 8 سبتمبر 1982 (9 سنوات و7 أيام)    | 41–50 |                        |                                   |                                                   |       |
|                                       | Hans van Mierlo    | هانس فان ميرلو(1931–2010)        | 14 سبتمبر 1966 – 1 سبتمبر 1973 (6 سنوات و352 أيام) | 35–42             | Jan Terlouw     | جان تيرلو (مواليد 1931)   | 1 سبتمبر 1973 – 8 سبتمبر 1982 (9 سنوات و7 أيام)    | 41–50 | Laurens Jan Brinkhorst | لورنس جان برينخورست (مواليد 1937) | 8 سبتمبر 1982 – 10 نوفمبر 1982 (63 أيام)          | 45    |
|                                       | Hans van Mierlo    | هانس فان ميرلو(1931–2010)        | 14 سبتمبر 1966 – 1 سبتمبر 1973 (6 سنوات و352 أيام) | 35–42             | Jan Terlouw     | جان تيرلو (مواليد 1931)   | 1 سبتمبر 1973 – 8 سبتمبر 1982 (9 سنوات و7 أيام)    | 41–50 | Maarten Engwirda       | مارتن انجوريدا (مواليد 1943)      | 10 نوفمبر 1982 – 25 يناير 1986 (3 سنوات و76 أيام) | 39–42 |
|                                       | Hans van Mierlo    | هانس فان ميرلو(1931–2010)        | 14 سبتمبر 1966 – 1 سبتمبر 1973 (6 سنوات و352 أيام) | 35–42             | Hans van Mierlo | هان فان ميرلو(1931–2010)  | 25 يناير 1986 – 15 فبراير 1998 (12 سنوات و21 أيام) | 54–66 |                        |                                   |                                                   |       |
|                                       | Hans van Mierlo    | هانس فان ميرلو(1931–2010)        | 14 سبتمبر 1966 – 1 سبتمبر 1973 (6 سنوات و352 أيام) | 35–42             | Hans van Mierlo | هان فان ميرلو(1931–2010)  | 25 يناير 1986 – 15 فبراير 1998 (12 سنوات و21 أيام) | 54–66 | Els Borst              | الس بورست (1932–2014)             | 15 فبراير 1998 – 30 ماي 1998 (104 أيام)           | 65–66 |
|                                       | Thom de Graaf      | توم دي جراف (مواليد 1957)        | 30 ماي 1998 – 22 يناير 2003 (4 سنوات و237 أيام)    | 40–45             | Hans van Mierlo | هان فان ميرلو(1931–2010)  | 25 يناير 1986 – 15 فبراير 1998 (12 سنوات و21 أيام) | 54–66 |                        |                                   |                                                   |       |
|                                       | Thom de Graaf      | توم دي جراف (مواليد 1957)        | 30 ماي 1998 – 22 يناير 2003 (4 سنوات و237 أيام)    | 40–45             | Hans van Mierlo | هان فان ميرلو(1931–2010)  | 25 يناير 1986 – 15 فبراير 1998 (12 سنوات و21 أيام) | 54–66 | Boris Dittrich         | بوريس ديتريش (مواليد 1955)        | 22 يناير 2003 – 3 فبراير 2006 (3 سنوات و12 أيام)  | 47–50 |
| لا احد(3 فبراير 2006 – 24 يونيو 2006) |                    |                                  |                                                    |                   | Hans van Mierlo | هان فان ميرلو(1931–2010)  | 25 يناير 1986 – 15 فبراير 1998 (12 سنوات و21 أيام) | 54–66 |                        |                                   |                                                   |       |
|                                       | Alexander Pechtold | اليكساندر بيتشتولد (مواليد 1965) | 24 يونيو 2006 – 6 أكتوبر 2018 (12 سنوات و104 أيام) | 40–52             | Hans van Mierlo | هان فان ميرلو(1931–2010)  | 25 يناير 1986 – 15 فبراير 1998 (12 سنوات و21 أيام) | 54–66 |                        |                                   |                                                   |       |
| لا احد(6 أكتوبر 2018 – 4 سبتمبر 2020) | Alexander Pechtold | اليكساندر بيتشتولد (مواليد 1965) | 24 يونيو 2006 – 6 أكتوبر 2018 (12 سنوات و104 أيام) | 40–52             |                 |                           |                                                    |       |                        |                                   |                                                   |       |
|                                       | Alexander Pechtold | اليكساندر بيتشتولد (مواليد 1965) | 24 يونيو 2006 – 6 أكتوبر 2018 (12 سنوات و104 أيام) | 40–52             | Sigrid Kaag     | Sigrid Kaag (مواليد 1961) | 4 سبتمبر 2020 – Incumbent (4 سنوات و273 أيام)      | 58–   |                        |                                   |                                                   |       |